# Skedkrassing
Skedkrassing (Lepidium aletes) är en korsblommig växtart som beskrevs av James Francis Macbride. Enligt Catalogue of Life ingår Skedkrassing i släktet krassingar och familjen korsblommiga växter, men enligt Dyntaxa är tillhörigheten istället släktet krassingar och familjen korsblommiga växter. Arten förekommer tillfälligt i Sverige, men reproducerar sig inte.

## Underarter
Arten delas in i följande underarter:
- L. a. aletes
- L. a. integrifolium